# Konrad Dryden
Konrad Claude Dryden (Pasadena, 13 settembre 1963) è un musicologo, biografo e baritono statunitense.

## Biografia

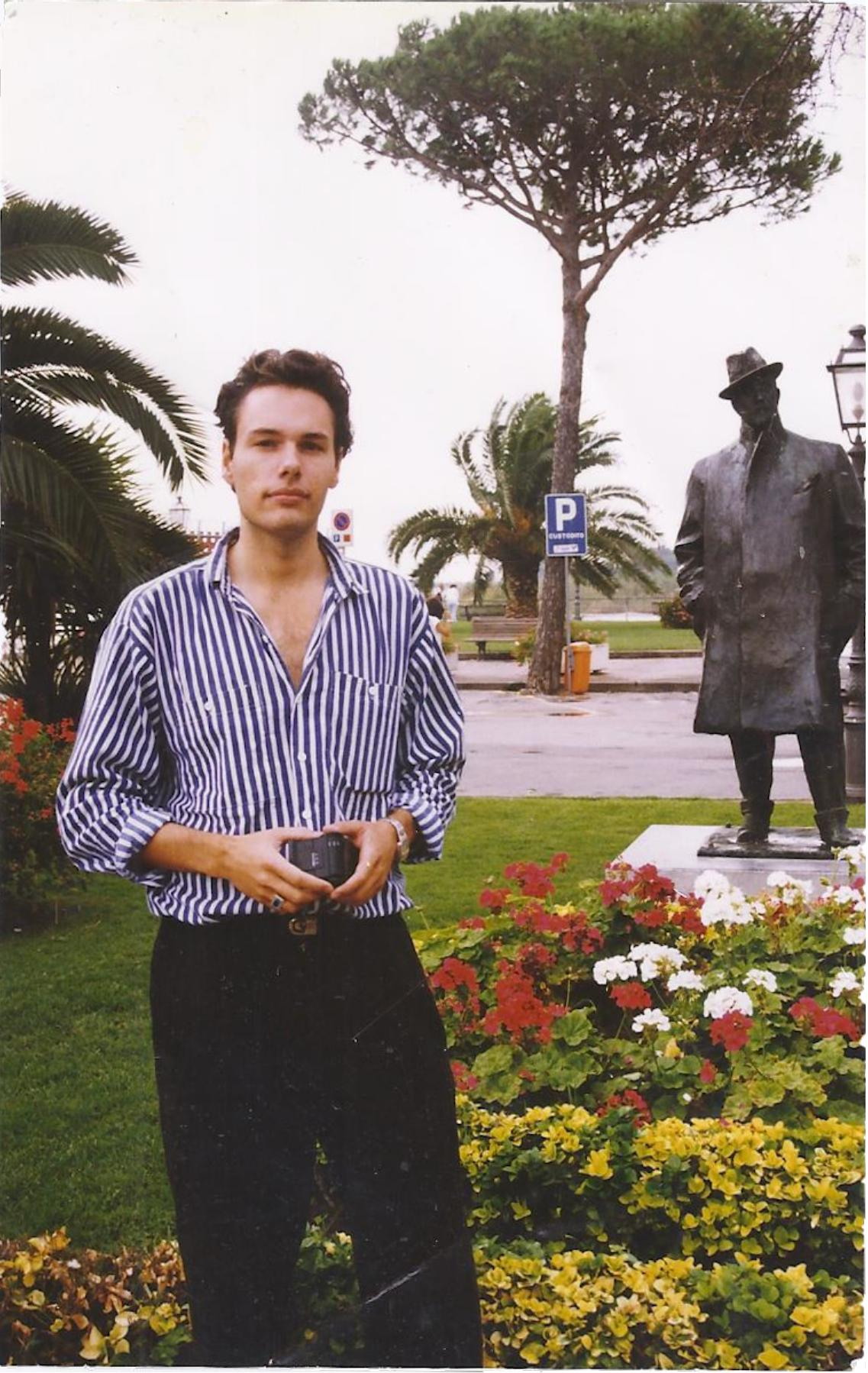
Konrad Dryden a Torre del Lago Puccini, 1987

Di padre inglese, Kenneth Dryden (un pilota della Royal Air Force e discendente del poeta di corte John Dryden), e di madre tedesca, Ingeborg Rudhart, discendente di Ignaz von Rudhart, il Primo Ministro della Grecia sotto il regno di re Ottone di Grecia, è cugino di Karin Seehofer, sposata con l'attuale presidente della Baviera, Horst Seehofer.
Nato a Pasadena, in California, Dryden si trasferisce nel nord della California ancora in tenera età. L´assiduo assistere ai spettacoli al War Memorial Opera House di San Francisco ha destato in lui un profondo amore per il teatro lirico, ragione per cui nel 1980 decide di iscriversi al San Francisco Conservatory of Music con l´intento di diventare baritono sotto la guida del tenore franco-canadese Léopold Simoneau.
Trasferitosi in Europa nel 1981, Dryden ha proseguito i suoi studi di canto con il baritono Karl Schmitt-Walter a Monaco di Baviera, in Germania. Schmitt-Walter è noto per le sue numerose registrazioni, nonché per la sua collaborazione alla riapertura del Festival di Bayreuth dopo la seconda guerra mondiale. Dopo la morte di Schmitt-Walter, Dryden, dal 1982-1983, ha continuato la sua preparazione col tenore americano James King, sia a Monaco di Baviera che a Salisburgo.
In seguito Dryden si è traslocato a Feldafing sul Lago di Starnberg, dove ha passato almeno due anni per collaborare col baritono tedesco Josef Metternich. Con l´aiuto del mezzo-soprano Gianna Pederzini, Dryden ha avuto la possibilità di completare i suoi studi con il prestigioso baritono Gino Bechi a Firenze, in Italia. Bechi, uno dei più noti baritoni italiani, aveva cantato Alfio nella HMV registrazione della Cavalleria rusticana di Mascagni sotto la direzione del compositore nel 1940.
Nel 1987 Dryden ha registrato il suo primo album (elencato in Das Orchester dello stesso anno) e un anno dopo ha fatto il suo debutto operistico nel ruolo di Uberto in La serva padrona di Pergolesi in una produzione televisiva a livello nazionale. Nel 1991 Dryden sposò la storica Contessa Florence de Peyronnet (nato nel 1968). Un figlio è nato da questa unione nel 1991.
Nel 1999 Dryden ha pubblicato la sua prima opera scritta Riccardo Zandonai, A Biography, la prima monografia completamente documentata sul compositore di Francesca da Rimini. Sia Renata Scotto, che Tarquinia Jolanda Zandonai, la figlia del compositore, hanno scritto una prefazione per questo libro. Una seconda biografia, Leoncavallo: Life and Works, è apparso nel 2007, questa volta con una prefazione di Plácido Domingo e Piera Leoncavallo. Un'edizione precedente, sponsorizzato dalla baronessa Hildegarde von Münchhausen, la quale aveva acquistato gran parte dell'eredità del compositore, è stata altrettanto pubblicata nel 2007. A seguito della pubblicazione, Dryden ha partecipato a una serie di interviste registrate per la radio tedesca (NDR) e la Bayerische Kammeroper. La sua biografia più recente Franco Alfano, Transcending Turandot (prefazione di Magda Olivero), è stato pubblicato nel 2010. Per questa monografia Dryden ha tradotto tutto il materiale archiviato reperibile di lingua tedesca, italiana e francese in lingua inglese.
Dal 2000 Dryden scrive regolarmente saggi e articoli per le seguenti opere e sale concerti: San Francisco Opera, Royal Opera House, Covent Garden, Metropolitan Opera New York, Teatro Real Madrid, Concertgebouw di Amsterdam, Gran Teatre del Liceu, Barcellona, Opéra de Paris, San Diego Opera, Wexford Festival Opera, Teatro dell'Opera di Roma, la Deutsche Oper di Berlino e English National Opera. Ha tenuto conferenze negli Stati Uniti, in Svizzera e in Germania, e continua a pubblicare articoli su Opera Quarterly, CPO Records, Naxos Records e Die Musikforschung. Un articolo biografico su Dryden è stato pubblicato nel volume 267 dell´enciclopedia Contemporary Authors.
Dal 2000 al 2003, Dryden è stato collaboratore della rivista musicale tedesca Das Opernglas e a quell´ epoca risalgono numerose interviste fatte a personaggi come Magda Olivero, Carlisle Floyd, Birgit Nilsson, Astrid Varnay, Wolfgang Wagner, Simonetta Puccini, Inge Borkh, Gina Cigna, Dame Eva Turner, Maria Carbone, Adelaide Saraceni, Virginia Zeani e il principe Alessandro II di Jugoslavia. Dryden coltivava anche un'amicizia con l´autrice bestseller Barbara Cartland.
Dryden è riconosciuto per la sua ricerca progressista nell'ambito dei compositori operistici italiani durante la fin de siècle, e per aver riportato l´attenzione su compositori come Leoncavallo, Zandonai e Alfano, sui quali è stata fatta poca ricerca precedentemente. La sua scoperta di manoscritti originali - sia di compositori come Giacomo Meyerbeer e Ruggiero Leoncavallo, che dell'autore E. T. A. Hoffmann - hanno permesso a molti archivi di acquisire materiale insostituibile. Questi reperti hanno contribuiti anche a correggere alcuni dati storici erronei che si erano introdotti in varie enciclopedie musicali, tra cui The New Grove Dictionary of Music and Musicians e l'enciclopedia musicale tedesca Musik in Geschichte und Gegenwart. Chiarimenti sull'incerta data di nascita di Leoncavallo, lo smascheramento della sua opera Edipo Re come semplice adattamento del precedente Der Roland von Berlin o il fatto che il suo Jeunesse de Figaro, basato su Victorien Sardou, non fosse mai esistito, sono scoperte fatte di recente grazie alle opere di Dryden.
Dryden ha ricevuto il suo Ph.D. presso l´Università di Marburg nel 2003, in Germania.

## Opere
- Riccardo Zandonai, A Biography, 1999. ISBN 0820436496
- Leoncavallo: Life and Works, 2007. ISBN 0810858800
- Franco Alfano, Transcending Turandot, 2010. ISBN 0810869705